# Buurlandtrein
Buurlandtreinen waren treindiensten naar de buurlanden van Nederland, Duitsland en België, die een regionaal karakter kenden en feitelijk een over de grens doorgetrokken intercity of sneltrein waren. Ze werden binnen Nederland als binnenlandse trein beschouwd.
De bekendste voorbeelden van de buurlandtreinen waren de trein van Keulen via Venlo naar Den Haag en de trein van Keulen via Arnhem naar Amsterdam. Deze treinen zijn vervangen door een regionale Duitse trein vanuit Venlo en door de EuroCity  Amsterdam - Arnhem - Keulen (en weer later door een Nederlands/Duitse ICE) naar Amsterdam. Ook de intercity Berlijn heeft een aantal jaren als buurlandtrein gereden. 
De beneluxtrein van Brussel naar Amsterdam was oorspronkelijk een buurlandtrein totdat deze werd ontkoppeld van het Nederlandse intercitynet en een eigen pad in de dienstregeling kreeg. De huidige beneluxtrein van Amsterdam naar Brussel via Breda, die ook een eigen pad in de dienstregeling heeft, is dan ook formeel geen buurlandtrein. 
Ook de nachttreinen naar onder meer Zuid-Duitsland worden hier niet toe gerekend.